# Paul McGowan
Paul McGowan (ur. 7 października 1987) – szkocki piłkarz. Gra na pozycji napastnika w Cove Rangers.
W Scottish Premiership (wcześniej Scottish Premier League) rozegrał 338 spotkań i zdobył 29 bramek.